# آنا كيم (كاتبة)
آنا كيم هي كاتِبة نرويجية، ولدت في 1 مايو 1864 في Aker, Norway ‏ في النرويج، وتوفيت في 23 أبريل 1956 في أسكر في النرويج.